# Constança Manuel

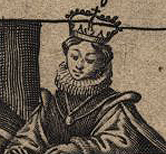
Constança Manuel (Kupferstich um 1645)

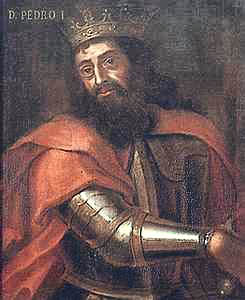
König Pedro I. von Portugal

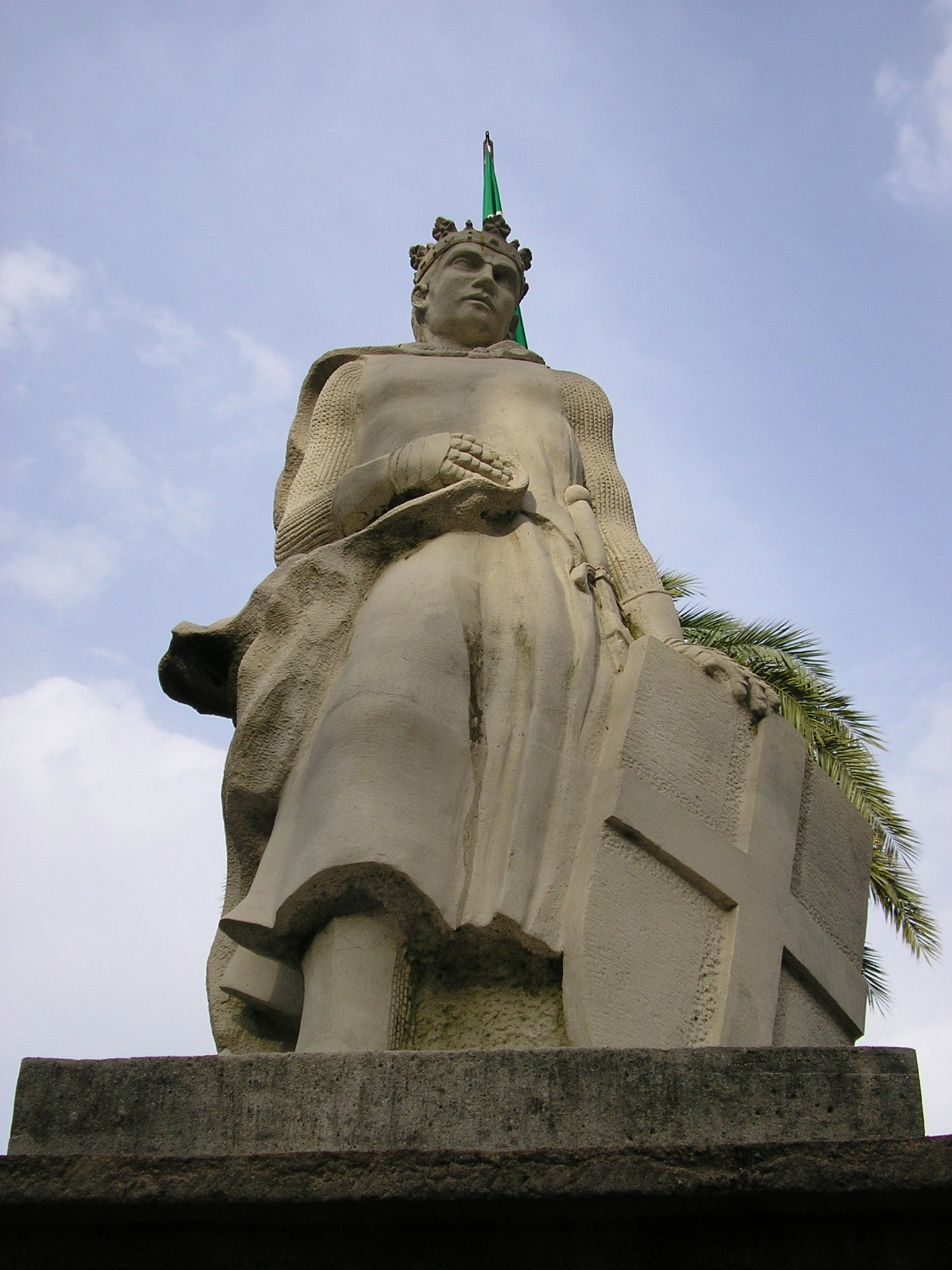
König Alfonso XI. von Kastilien

Constança Manuel (* um 1318; † 13. November 1345) war als Kind mit König Alfonso XI. von Kastilien  verheiratet und wurde später die Ehefrau von König Pedro I. von Portugal (1320–1367). Sie hatte aus Kastilien Inês de Castro als ihre Kammerdame mit an den portugiesischen Hof gebracht, in die sich der Kronprinz Pedro sogleich verliebte und die sein Vater König Afonso IV. im Jahre 1355 ermorden ließ, um die Thronfolge der leiblichen Kinder Constanças zu sichern. Ihr Schicksal spiegelt exemplarisch die machtpolitische Instrumentalisierung von Frauen als Mitglieder des Hochadels im Mittelalter.

## Heirat mit Alfonso XI. von Kastilien
Constança Manuel war eine kastilische Adelige, Tochter von Don Juan Manuel, einem Enkel von König Ferdinand von Kastilien (1201–1252) und Tochter von Constanze von Aragon. Constanças Vater Don Juan Manuel war auch Erzieher des bereits im Alter von einem Jahr gekrönten kastilischen Königs Alfonso XI. (1311–1350). Mit gerade etwa 7 Jahren verheiratete D. Joao Manuel seine Tochter mit seinem Schüler Alfonso XI., der nach den damaligen Regeln mit 14 Jahren volljährig wurde. Diese Verbindung wurde jedoch nie vollzogen. Alfonso XI. verstieß Constança und ließ die Ehe 1327 annullieren. Constança wurde auf einer Festung gefangen gehalten. Um seine Beziehungen zu Portugal zu verbessern, heiratete Alfonso XI. 1327 Maria von Portugal (1313–1357), eine Tochter von König Afonso IV. von Portugal (1291–1357) und somit auch die Schwester des Kronprinzen Pedro.

## Heirat mit Pedro von Portugal
D. Juan Manuel suchte Ersatz für die verlorene Regentschaft seiner Tochter. Er erreichte, nachdem die zwischen dem portugiesischen Kronprinzen Pedro mit Branca, einer Nichte von Alfonso von Kastilien, bereits im Kindesalter eingegangene Ehe wegen Krankheit der Braut wieder aufgelöst worden war, die Zustimmung der beiden Könige von Kastilien und Portugal, Constança mit Dom Pedro zu verheiraten, mithin mit dem Bruder der sie ersetzenden neuen Ehefrau von Alfonso XI. Alfonso XI. erlaubte Constança aber nicht, Kastilien zu verlassen, sondern stimmte nur einer Eheschließung in ihrer Stellvertretung zu. Die Zeremonie fand am 6. Februar 1336 im Konvent von Heiligen Francisco in Évora statt. Anwesend waren Kronprinz Pedro und seine Eltern sowie auf Seiten von Constança deren bestellten Vertreter. Die Mitgift der Braut wurde auf 300.000 Dublonen festgesetzt.

## Verzögerte Ausreise nach Portugal
Die Entscheidung, Constança zurückzuhalten, gab ebenso Anlass zu einem Konflikt zwischen den beiden Königen, wie auch die schlechte Behandlung der Tochter von Afonso IV. durch deren neuen Ehemann Alfonso XI. Denn dieser wandte sich recht bald von ihr ab und verbannte sie in ein Kloster. Diese Streitigkeiten führten zu von 1336 bis 1339 andauernden kriegerischen Auseinandersetzungen zwischen Kastilien und Portugal, deren Nutznießer die Mauren waren, im Rahmen der Reconquista der gemeinsame Feind beider Länder. Angesichts der hierdurch verursachten Schwäche gegenüber den Mauren nahmen die beiden Könige 1339 Friedensverhandlungen auf, die im Juli 1340 zu dem Frieden von Sevilla führten. Constança war bereits 1339 die Ausreise nach Portugal gestattet worden, wo in Lissabon am 24. August 1339 in Anwesenheit der beiden Brautleute die Trauung nochmals vollzogen wurde. Constança erhielt als künftige Königin von Portugal die Städte Montemor-o-Novo, Alenquer und Viseu als Geschenk.

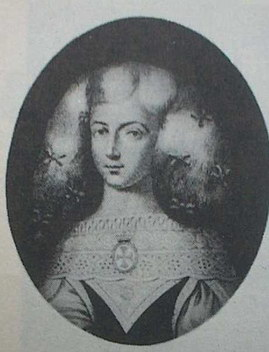
Inês de Castro

## Auseinandersetzung mit Inês de Castro
Bei ihren Umzug nach Portugal wurde Constança von ihrer Kammerdame Inês de Castro (geboren zwischen 1320 und 1325, ermordet am 7. Januar 1355) begleitet, eine junge Galizierin, Tochter des mächtigen kastilischen Edelmannes Pedro Fernandes de Castro. Dom Pedro verliebte sich in sie, jedoch hatte die Romanze mit Inês politische Implikationen, da Pedros Vater den Einfluss von ihren Brüdern, Álvaro Pires de Castro und Fernando de Castro, auf seinen Sohn fürchtete. Als 1340 Constança ihr erstes Kind gebar, Luís von Portugal, bat sie Inês de Castro, seine Patin zu werden. Nach den Regeln der katholischen Kirche galt die Beziehung zwischen den Paten und den Eltern des Täuflings als eine gemeinsame moralische Elternschaft, die eine Liebe zwischen Paten und einem natürlichen Elternteil als gleichsam inzestuös ausschloss. Luís jedoch starb bereits nach einer Woche. Die List Constanças trug aber noch später nach ihrem Tod Früchte, als Afonso IV. 1351 in einem Brief an den Bischof von Braga auf die zwischen Inês und seinem Sohn Pedro geltenden Eheverbote pochte, um eine Befreiung vom Eheverbot durch den Papst zu verhindern. Pedro setzte nunmehr seine Beziehung zu Inês in aller Offenheit fort, bis schließlich sein Vater 1344 Inês de Castro des Landes verwies und zurück nach Kastilien schickte. 1342 gebar Constança eine Tochter, Maria von Portugal, und am 31. Oktober 1345 einen Sohn, Fernando von Portugal, den späteren König Fernando I. Constança starb 13 Tage später noch im Wochenbett. Als Afonso IV. 1355 Inês de Castro ermorden ließ, glaubte er zum Schutze der Thronrechte seines Enkels Fernando als legitimer Erbe zu handeln, da sein Sohn Pedro mit Inês de Castro ebenfalls gemeinsame Kinder besaß (Pedro hatte später – 1360 – sogar behauptet, Inês heimlich geheiratet zu haben).